# Pałac w Krzywiczynach
Pałac w Krzywiczynach – zabytkowy pałac znajdujący się w Krzywiczynach położonych w województwie opolskim, w powiecie kluczborskim, w gminie Wołczyn
Do wojewódzkiego rejestru zabytków wpisane są:
- zespół pałacowy, z k. XVIII w.:
  - pałac
  - park.

## Historia
Pałac został zbudowany w 1780 roku w stylu klasycystycznym na miejscu poprzedniej konstrukcji. Wzniesiony na rzucie wydłużonego prostokąta z podjazdem od frontu, murowany, otynkowany, piętrowy, częściowo podpiwniczony piwnicami o kolebkowych sklepieniach. Ściany dzielą pilastry dźwigające profilowany gzyms koronujący. Pałac posiada dwutraktowy układ wnętrza. Obiekt posiada ok. 1100 m kw. powierzchni użytkowej. W okolicach pałacu są zachowane czworaki oraz zabudowania gospodarcze.

## Park
Zabytkowy park znajduje się w bezpośrednim otoczeniu pałacu. Park założony w stylu krajobrazowym o układzie opartym na pięknie przyrodniczych form naturalnych, nieuregulowanych układów drzew, wyeksponowanych form szkieletowych (Ogrody Polskie). Drzewa pozostawione w formie naturalnej, swobodnie rozrośniętej (płacząca forma lipy, dębu, buka, trójigliczni). Zachowała się jedyna w formie zabytkowej aleja klonowa. Najstarsze egzemplarze drzew to 2 dęby, które mają od 200 do 250 lat. Najbardziej rozpowszechnionym gatunkiem jest klon pospolity. Współdominującym gatunkiem jest grab i lipa drobnolistna. Gatunki iglaste są reprezentowane nielicznie przez cyprysik Lawsona i nutkajski, żywotnik olbrzymi. Park ma powierzchnię 3,77 ha. Od 1853 r. do 1945, posiadłość znajdowała się we władaniu rodziny Watzdorf. Z faktem przejęcia posiadłości przez tę rodzinę należy wiązać drugi etap formowania parku – wiek drzew ok. 120 lat. Park jest wpisany do rejestru zabytków województwa opolskiego pod numerem KS-A-17/77.